# Shinyanga
Shinyanga  este un oraș  în partea de nord a Tanzaniei. Este reședinta  regiunii Shinyanga.